# Rhomphaea paradoxa
Rhomphaea paradoxa là một loài nhện trong họ Theridiidae.
Loài này thuộc chi Rhomphaea. Rhomphaea paradoxa được Władysław Taczanowski miêu tả năm 1873.